# Microcassiope
Microcassiope is een geslacht van kreeftachtigen uit de klasse van de Malacostraca (hogere kreeftachtigen).

## Soorten
- Microcassiope granulimanus (Stimpson, 1871)
- Microcassiope minor (Dana, 1852)
- Microcassiope orientalis Takeda & Miyake, 1969
- Microcassiope taboguillensis (Rathbun, 1907)
- Microcassiope xantusii (Stimpson, 1871)